# Tuesday Wonderland
Albums de Esbjörn Svensson Trio
Viaticum
(2005) Leucocyte
(2008)
Tuesday Wonderland est un album studio du Esbjörn Svensson Trio sorti en 2006.

## Description
Tuesday Wonderland suit la lignée de Viaticum, le précédent album du trio, et présente le son typique du groupe, créé au fil des ans, et pour lequel il est devenu célèbre en Europe. Un son composé d’influences jazz comme Pat Metheny, Brad Mehldau mélangées à des influences électro et rock tandis que les compositions mettent l’accès sur la mélodie et présentent un format presque pop. Mais E.S.T. est bien un groupe de jazz comme le démontrent les improvisations toujours omniprésentes où chaque musicien apporte une valeur indispensable à la cohésion de l’ensemble. Sur cet album les sons trafiqués se font plus présents avec notamment la contrebasse distordue de Dan Berglund et les effets que Esbjörn Svensson ajoute à son piano acoustique,,.

## Musiciens
- Esbjörn Svensson - Piano
- Magnus Öström - Batterie
- Dan Berglund - contrebasse

## Pistes
Toutes les compositions sont du Esbjörn Svensson Trio
1. Fading Maid Preludium (7:10)
2. Tuesday Wonderland (6:30)
3. The Goldhearted Miner (4:51)
4. Brewery of Beggars (8:22)
5. Beggar’s Blanket (2:53)
6. Dolores In A Shoestand (8:52)
7. Where We Used To Live (4:25)
8. Eighthundred Streets By Feet (6:47)
9. Goldwrap (3:59)
10. Sipping On The Solid Ground (4:32)
11. Fading Maid Postludium (5:08)